# Thomazeau
Thomazeau (Kreyòl: Tomazo) is een stad en gemeente in Haïti met 53.000 inwoners. De plaats ligt op de vlakte Cul-de-Sac, 29 km ten oosten van de hoofdstad Port-au-Prince. De gemeente maakt deel uit van het arrondissement Croix-des-Bouquets in het departement Ouest.
Er wordt koffie, suikerriet, katoen en fruit verbouwd.

## Indeling
De gemeente bestaat uit de volgende sections communales:
| Nr. | Naam          | Km²    | Inw.2015 |
| --- | ------------- | ------ | -------- |
| 1   | Grande Plaine | 142,41 | 28.746   |
| 2   | Grande Plaine | 43,86  | 5.412    |
| 3   | Trou d'Eau    | 34,56  | 6.427    |
| 4   | Les Crochus   | 79,56  | 12.375   |